# Akaflieg München Mü 8
Die Akaflieg München Mü 8 war das erste Motorflugzeug der studentischen Fliegergruppe Akaflieg München.

## Geschichte
Bei dem ersten Motorflugzeug, das von Studenten der Akaflieg München gebaut wurde, standen vor allem geringes Gewicht, einfache Herstellung und kostengünstiger Betrieb im Vordergrund. Auch bei diesem Flugzeug war Egon Scheibe, der nach dem Krieg zu einer treibenden Kraft im Segelflugzeugbau wurde, der Hauptkonstrukteur. Der erfolgreiche Erstflug des Einsitzers fand im Dezember 1933 statt.

## Konstruktion
Der Rumpf des Tiefdeckers besteht aus einem verschweißten stoffbespannten Stahlrohrgerüst. Die Tragflächen sind verspannt und aus Holz gefertigt, wobei sie mit Ausnahme der holzbeplankten Flügelvorderseite mit Stoff bespannt sind. Als Triebwerk kam anfangs ein 20 PS leistender DKW-Motor zum Einsatz, der aber später gegen einen 16-PS-DKW-Motor ausgetauscht werden musste.

## Varianten
Mit der Mü 14 arbeiteten die Studenten 1936 an einer Weiterentwicklung der Mü 8. Als Motorisierung sollte ein 20-PS-BMW-Motor dienen. Das Projekt kam nicht über die Konstruktionsphase hinaus.

## Technische Daten
| Kenngröße            | Daten                             |
| -------------------- | --------------------------------- |
| Besatzung            | 1                                 |
| Spannweite           | 8,9 m                             |
| Flügelfläche         | 10 m²                             |
| Flügelstreckung      | 7,4                               |
| Geringstes Sinken    | 1,5 m/s bei ? km/h                |
| Nutzlast             | 100 kg                            |
| Leermasse            | 180 kg                            |
| max. Startmasse      | 280 kg                            |
| Reisegeschwindigkeit | 130 km/h (106 km/h)               |
| Triebwerke           | 20-PS-DKW-Motor (16-PS-DKW-Motor) |